# Here I Stand (album Usher)
Here I Stand è il quinto album del cantante R&B Usher, pubblicato il 27 maggio 2008 per la LaFace Records.

## Tracce
| #  | Titolo                       | Produttore(i)  | Artista ospite(i)   | Durata |
| -- | ---------------------------- | -------------- | ------------------- | ------ |
| 1  | "Forever Young"              |                |                     |        |
| 2  | "Love in This Club"          | Polow Da Don   | Young Jeezy         | 4:23   |
| 3  | "This Ain't Sex"             |                |                     |        |
| 4  | "Trading Places"             | Tricky Stewart |                     | 4:32   |
| 5  | "Moving Mountains"           | Tricky Stewart |                     | 5:07   |
| 6  | "What's Your Name?"          |                | will.i.am           |        |
| 7  | "Prayer For You (Interlude)" |                |                     |        |
| 8  | "Something Special"          |                |                     |        |
| 9  | "Love You Gently"            | Dre & Vidal    |                     |        |
| 10 | "Best Thing"                 | Jermaine Dupri | Jay-Z               |        |
| 11 | "Before I Met You"           |                |                     |        |
| 12 | "His Mistakes (I Can't Win)" | Stargate       |                     | 4:59   |
| 13 | "Appetite"                   |                |                     |        |
| 14 | "What Is A Man to Do"        |                |                     |        |
| 15 | "Revolver"                   |                |                     |        |
| 16 | "Lifetime"                   |                |                     |        |
| 17 | "Love in This Club Part II"  | Soundz         | Beyoncé e Lil Wayne | 5:12   |
| 18 | "Here I Stand"               | Dre & Vidal    |                     |        |
| 19 | "Will Work For Love"         |                |                     |        |